# Policía Nacional de Uruguay
La Policía Nacional es la institución policial uruguaya, encargada del establecimiento del orden público y de la seguridad interna en toda la República. Esta bajo el mando del Poder Ejecutivo a través del Ministerio del Interior. Su estructura y organización es de naturaleza jerárquica.

## Cometidos
Como policía administrativa le compete el mantenimiento del orden público y la prevención de los delitos. En su carácter de auxiliar de la justicia, le corresponde investigar los delitos, reunir sus pruebas y entregar los delincuentes al poder judicial.
Son obligaciones del Estado Policial para el personal en actividad:
- Defender la libertad, la vida, y la propiedad de todas las personas.
- El mantenimiento del orden público, la preservación de la seguridad, la prevención y la represión del delito.

El servicio policial debe garantizar protección a los ciudadanos, brindando las garantías necesarias para el ejercicio de sus intereses, siempre que sea compatible con los derechos de los demás.

## Creación
El 18 de diciembre de 1829, la Asamblea General Constituyente y Legislativa del Estado Oriental crea el cargo de Jefe Político en cada uno de los nueve departamentos. Quedando como Jefe Político y de Policía en todo el territorio nacional, el Coronel don Ignacio Oribe. Dicho día ha sido instituido por ley, como fecha histórico y conmemorativo de la Policía Nacional Uruguaya.

## Estructura
El Director de la Policía Nacional. Es el cuarto en el mando en el Ministerio del Interior y tiene como cometido esencial el mando profesional operativo de la Policía Nacional. 
De la Dirección de la Policía Nacional dependerán las siguientes unidades policiales:
- Jefaturas de Policía Departamentales.
- Dirección Nacional de la Guardia Republicana.
- Dirección Nacional de Bomberos.
- Dirección Nacional de la Educación Policial.
- Dirección Nacional de Policía Científica.
- Dirección Nacional de Policía Caminera.
- Dirección Nacional de Identificación Civil.
- Dirección Nacional de Migración.
- Dirección Nacional de la Seguridad Rural.
- Dirección Nacional de Aviación de la Policía Nacional.
- Dirección General del Centro Comando Unificado.
- Dirección General de Fiscalización de Empresas cuyo objeto sea la seguridad privada.
- Dirección de Investigaciones de la Policía Nacional.

## Jefaturas de Policía
Las Jefaturas de Policía en cada uno de los diecinueve departamentos de Uruguay, tienen por cometido la preservación del orden público, la prevención de los delitos y la defensa de los Derechos Humanos, acorde a lo establecido en la Ley Orgánica Policial. Según el artículo 13 de dicha ley estarán  formadas por:
- El Jefe y Subjefe de Policía.
- Secretaría General.
- Direcciones de Seguridad e Investigaciones.En algunas Jefaturas de Policía del Interior, existe una Dirección de Grupos de Apoyo.
- Juntas Calificadoras Departamentales.
- Dirección de Administración.
- Aquellas otras dependencias necesarias para su normal funcionamiento.

En total existen diecinueve jefaturas; una por cada departamento de la república.

### Jefatura de Policía de Montevideo

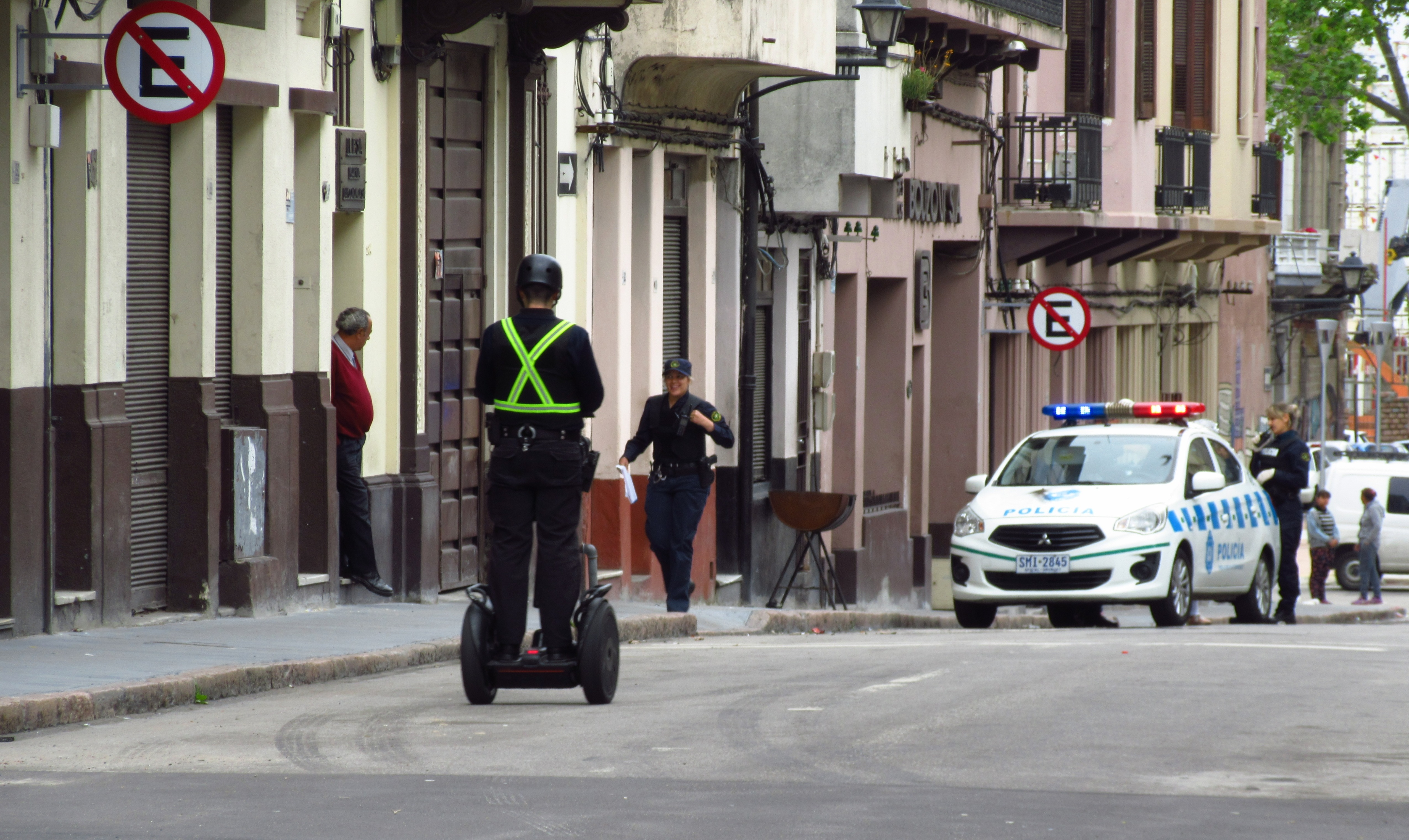
Agentes de Policía en la Ciudad Vieja de Montevideo.

Montevideo cuenta con la mayor Jefatura de Policía de la República, con un total de 4500 agentes de policía, entre personal superior y subalterno, empleados en la seguridad del departamento, preservación del orden público e investigación de crímenes.
La Jefatura se integra divide en las siguientes dependencias, nucleadas en el Comando de Jefatura: Dirección de Coordinación Ejecutiva y Dirección de Coordinación Administrativa.

### Dirección de Coordinación Ejecutiva

#### Zonas y Divisiones
Dentro del proceso de adecuación a la realidad actual de la sociedad y el delito en el departamento de Montevideo, la Jefatura Departamental ha reemplazado el clásico esquema de divisiones, complementándolo con la creación de "zonas".
- Zona I

Secciónales 1.ª - 2.ª - 3.ª - 4.ª - 5.ª - 6.ª - 7.ª

Departamento de delitos contra las personas; Departamento de delitos contra la propiedad; Departamento antidrogas.
- Zona II

Secciónales 9.ª - 10.ª - 11.ª - 13.ª - 14.ª - 15.ª

Departamento de delitos contra las personas; Departamento de delitos contra la propiedad; Departamento antidrogas.
- Zona III

Secciónales 8.ª - 12.ª - 16.ª - 17.ª - 18.ª - 25ª

Departamento de delitos contra las personas; Departamento de delitos contra la propiedad; Departamento antidrogas.
- Zona IV

Secciónales 19.ª - 20.ª - 21ª - 22ª - 23ª - 24ª

Departamento de delitos contra las personas; Departamento de delitos contra la propiedad; Departamento antidrogas.
- División V - Disuasión y Respuesta

Cuerpo de Policía de Tránsito, Unidad Especializada en Violencia Doméstica; Departamento de Homicidios; Captura; Registro Criminal; Población Flotante; Cheques; Compraventa; Unidad Especializada en Entrenamiento y Tácticas Policiales; Departamento de Operaciones Especiales y Grupo de Respuesta Táctica

### Dirección de Coordinación Administrativa
- Dirección de Asuntos Judiciales
- Dirección de Administración
- Dirección de Contabilidad
- Dirección de Tesorería

## Grados de la Policía Nacional
En 2016 con la puesta en marcha de la nueva ley orgánica policial, se introdujeron cambios en las escalas de la policía nacional, algunos grados fueron eliminados como por ejemplo el de "oficial subayudante" el cual se unificó con el grado de "oficial ayudante" ya existente, otros grados solamente sufrieron cambios de nomenclatura y algunos quedaron igual a como estaban antes de la reforma.
A la izquierda se detallan los grados policiales y de la Dirección Nacional de Bomberos y a la derecha se muestra su equivalencia en el regimiento de la guardia republicana. 

### Personal Superior

#### Oficiales superiores
- Comisario general - Comandante general
- Comisario mayor - Comandante mayor

##### Oficiales jefes
- Comisario - Capitán
- Subcomisario - Teniente 1.°

###### Oficiales subalternos
- Oficial principal - Teniente
- Oficial ayudante - Alférez
- Cadete

### Escala básica (personal subalterno)
- Suboficial Mayor - Suboficial

#### Clases
- Sargento - Sargento
- Cabo - Cabo

#### Alistados
- Agente- Bombero- Guardia Republicano

Redir
El Himno de la Policía Nacional de Uruguay es a su vez la marcha oficial, fue creada por el General Edgardo Genta y compuesta por el Comisario Tomás Rodríguez.

## Equipamiento
La reforma policial trajo aparejada una modernización del armamento, por ejemplo se sustituyó el tradicional  revólver por pistolas glock, se adquirieron nuevos vehículos y nueva tecnología así como  la correspondiente  capacitación de los recursos humanos, todos estos factores tuvieron como resultado una mejoría en la calidad del empleo policial así como mejores tiempos de respuesta y la disminución de ciertos delitos como rapiñas y hurtos.
A continuación se presenta una pequeña lista resumiendo parte del equipamiento con el cual cuenta la Policía Nacional de Uruguay.

### Armamento
Esta es una pequeña reseña de algunas de las armas de fuego que utiliza la Policía Nacional en sus diferentes reparticiones:
- Rifle de asalto AK-103 (Guardia Republicana)
- Rifle de asalto Carabina M4 (Guardia Republicana)
- Rifle de Francotirador MSG-90
- Rifle de Francotirador IMBEL AGLC
- Rifle de Francotirador Fs-50 Peregrino
- Escopeta Remington 870
- Pistola Glock 17
- Pistola Glock 19
- Pistola USP
- Subfusil MP-5
- Subfusil PP-19-02 Vityaz SN (Guardia Republicana)
- Subfusil Tavor X95 (Guardia Republicana)

### Tecnología
- Lector de matrículas en tiempo real[9]
- Videovigilancia (CCU, DIVARU, etc.)[10]
- Localizadores GPS
- Lector de huella digital portátil MorphoRapId[9]
- Cámaras Gopro[11] / Cámaras Corporales
- Sistema Computarizado de Análisis de Stress en la voz[12]
- Drones[13]
- Centro de comando móvil[14]
- Radares de velocidad[15]
- Centro de Comando Unificado

### Vehículos

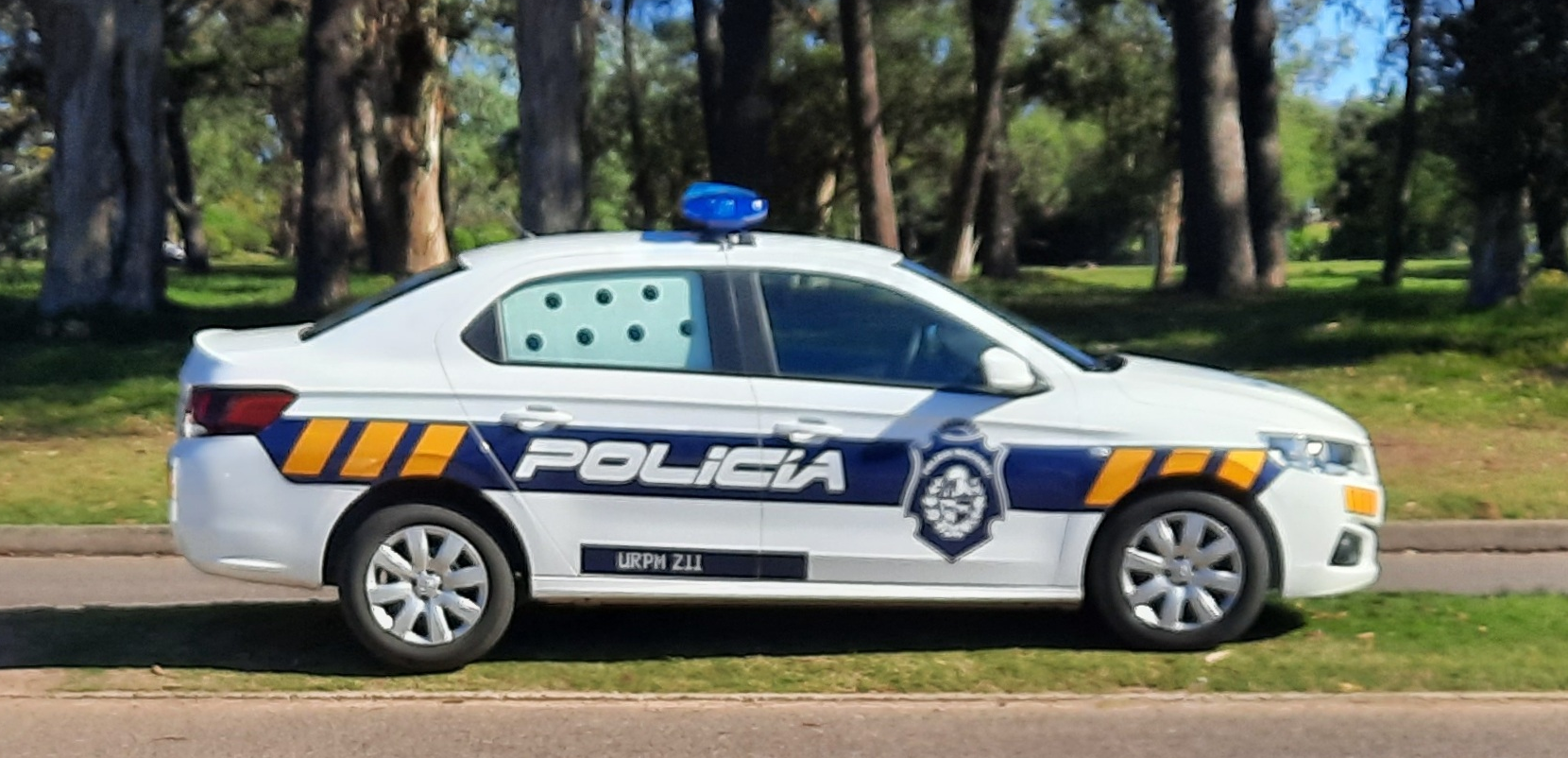
Vehículo Peugeot 301 de la Unidad de Respuesta Policial Móvil de Zona 2.

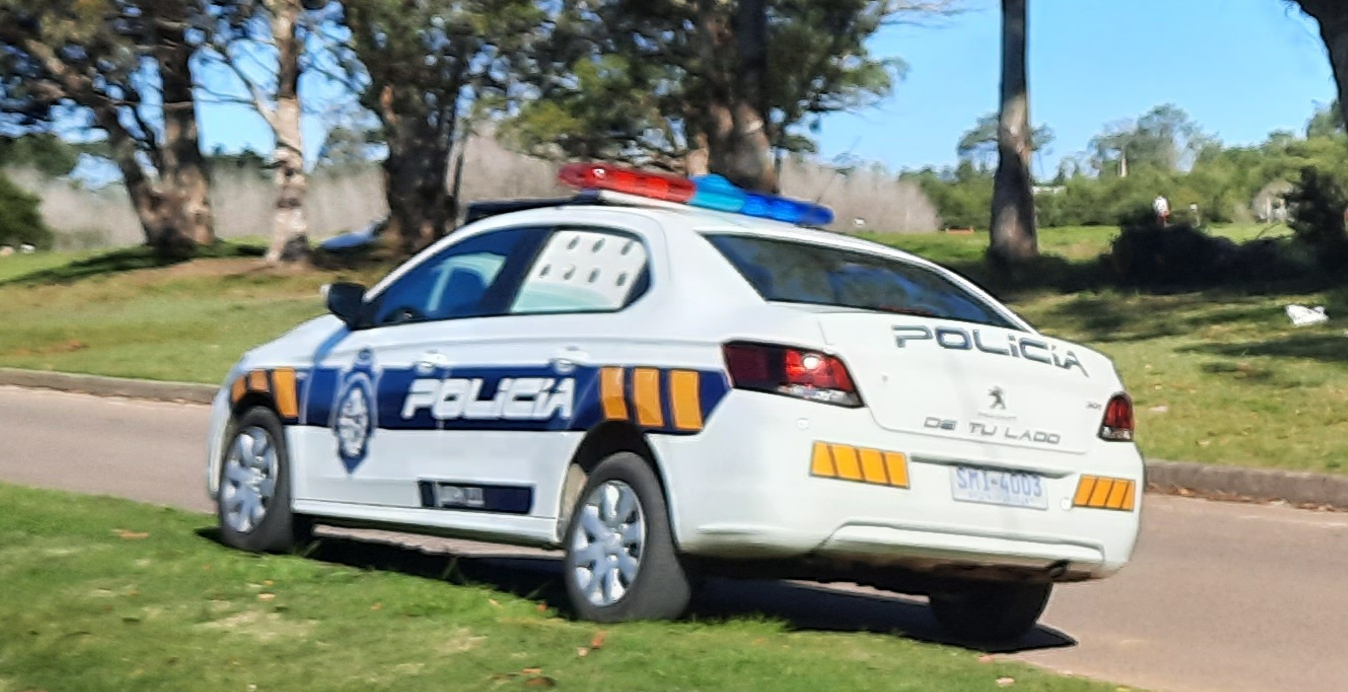
Parte trasera de un Peugeot 301 Policial de la Unidad de Respuesta Policial Móvil de Zona 2.

Algunos de los vehículos en uso son:
- VPK-3924 Medved BEAR
- Ural-4320
- Toyota Hilux
- Nissan Frontier
- Hyundai H-1
- Hyundai Staria
- Iveco Daily
- Hyundai Hb20
- Hyundai Accent
- Marcopolo Senior
- Renault Duster
- Renault Master
- Mercedes Benz Sprinter
- Fiat Grand Siena
- Mitsubishi Mirage G4
- Mitsubishi L200
- Mitsubishi Lancer
- Mazda Bt-50
- Geely Ck
- Geely LC
- Chery Tiggo
- BYD F3

- BMW R 850 RT[16]
- Peugeot 301

- Tata Indica/Indigo
- Chevrolet S-10
- Chevrolet Corsa
- JAC S2

## Dirección Nacional de la Educación Policial

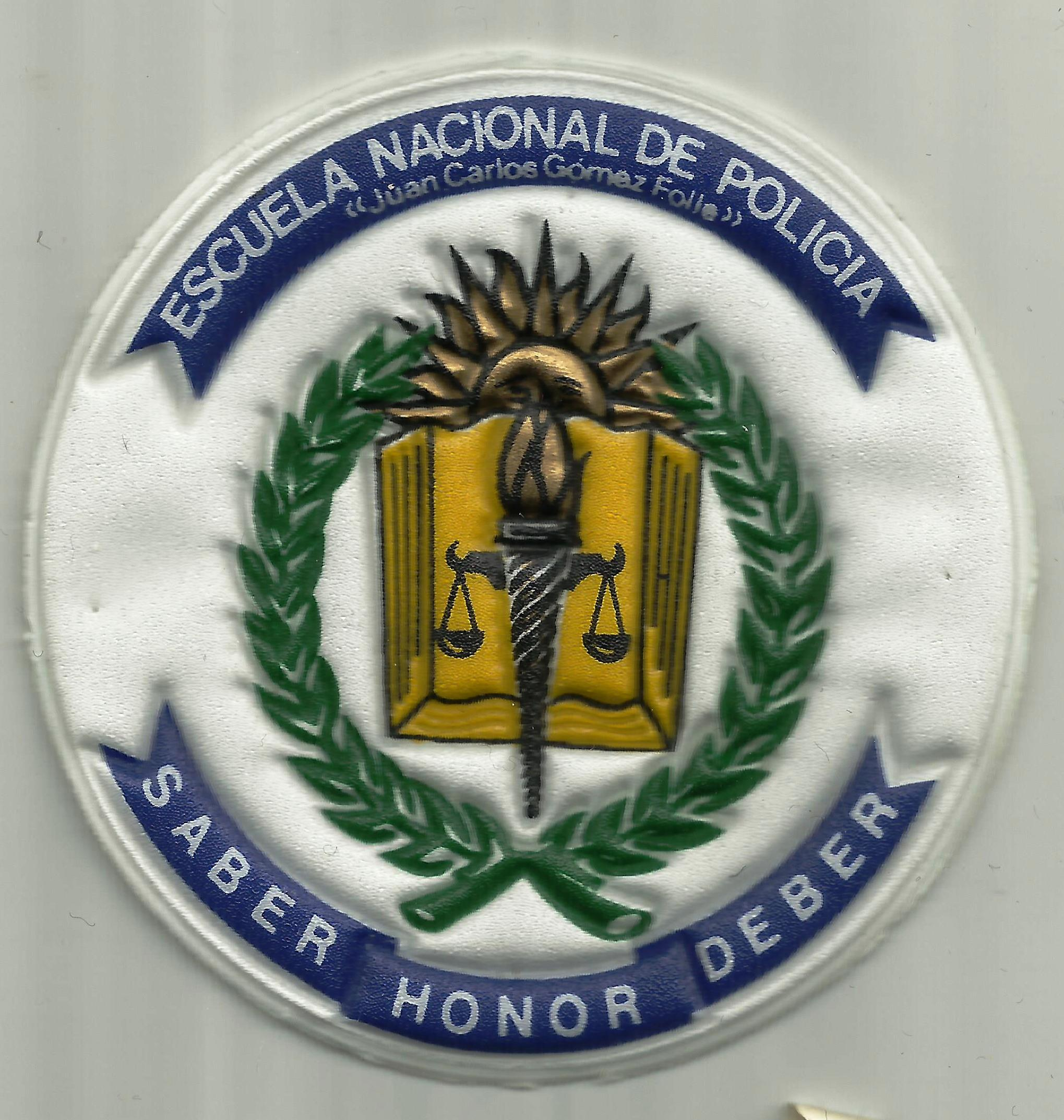
Insignia Escuela Nacional de Policía.

La formación académica policial es impartida por la Dirección Nacional de la Educación Policial. Dentro de sus dependencias se encuentra la Escuela Nacional de Policía, repartición del Ministerio del Interior  que brinda formación de rango universitario y que tiene como cometidos la formación, capacitación y perfeccionamiento de los cuerpos de Oficiales de Policía del país y licenciados en seguridad pública, así como la preparación de los aspirantes a ingreso a la Policía Nacional.
Bajo la supervisión de la Dirección Nacional de la Educación Policial, funcionan en todas las Jefaturas del País Escuelas Departamentales de Policía a los efectos de formar al personal que ingresa a la Escala Básica en el  grado de Agente.
También se encarga de supervisar los cursos de la Escuela Policial de Estudios Superiores en la Dirección Nacional de Bomberos y la formación y ascenso del personal subalterno de la misma.
| Título obtenido                 | Instituto | Tiempo de instrucción |
| ------------------------------- | --------- | --------------------- |
| Agente                          | E.P.E.B   | 6 Meses               |
| Oficial Ayudante- Alférez       | E.N.P     | 3 años                |
| Licenciado en seguridad pública | E.N.P     | 4 años                |

## Hospital Policial
Los funcionarios policiales cuentan con un centro hospitalario para asistir a todo el personal policial en actividad y retiro, a sus familiares y pensionistas. Está ubicado en la ciudad de Montevideo, pero cuenta con una amplia red de centros policlínicos policiales en todo el territorio nacional.

## Policía Caminera

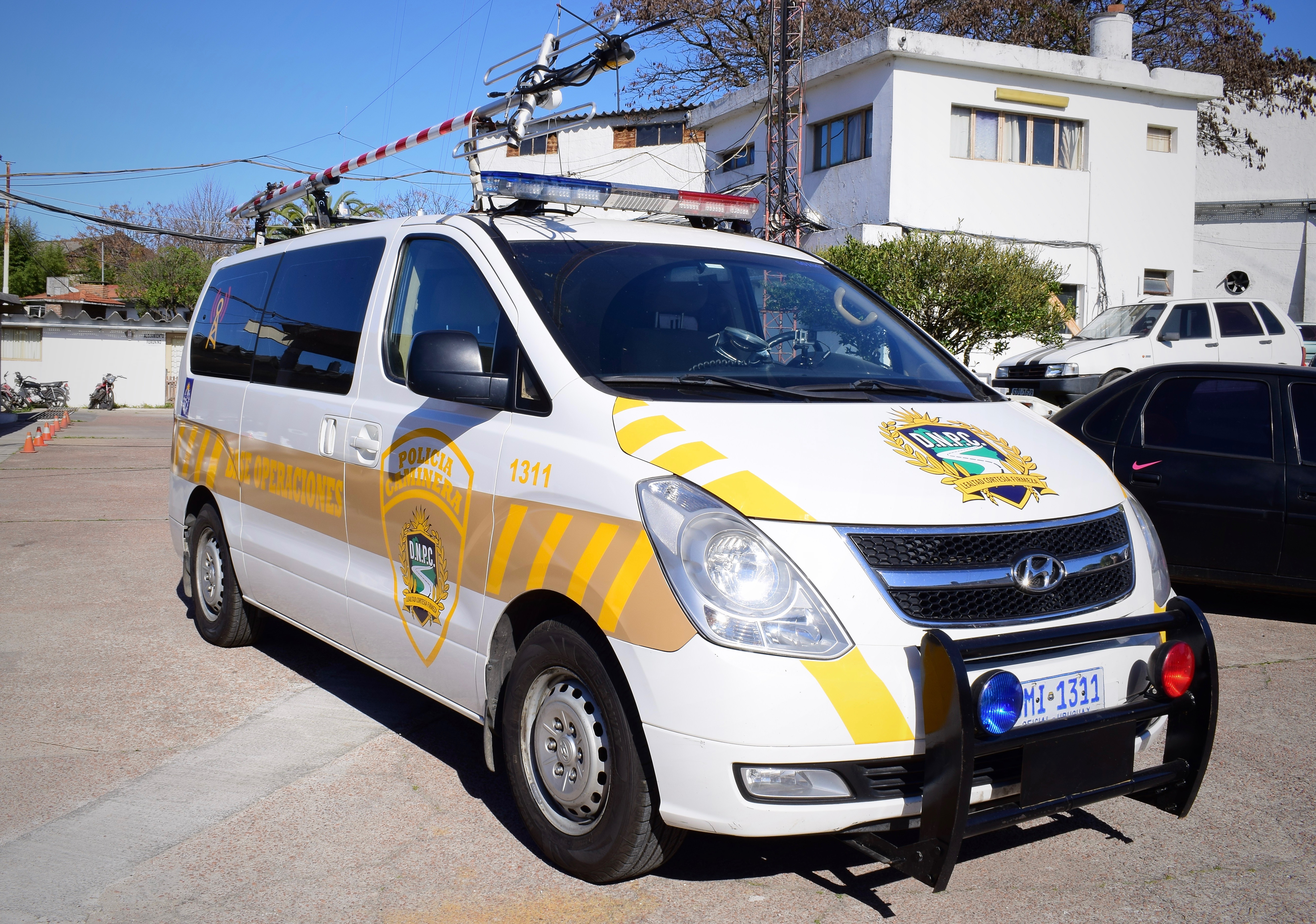
Furgoneta de la Policía Caminera.

La Policía Caminera forma parte del Cuerpo de la Policía Nacional como Policía Activa. Le corresponde sistematizar, controlar y vigilar el tránsito de la red vial en toda la República, de acuerdo a la Ley Orgánica Policial, actuando como policía de caminos y carreteras. Cuenta para ello con personal ejecutivo, administrativo y equipamiento automotor comprendido por automóviles, camionetas y motocicletas, sus funciones son las de hacer cumplir el Reglamento Nacional de Circulación Vial, reglamentos departamentales y demás disposiciones en la materia, en todas las rutas, caminos, calles y vías de circulación públicas del país; prevenir y reprimir los actos que puedan afectar el estado de la red vial; prestar auxilio a las víctimas de accidentes de tránsito; asegurar la libre circulación de los vehículos, adoptando las disposiciones que fueran necesarias; recabar datos estadísticos relativos al tránsito, circulación de vehículos, accidentes o cualquier otro hecho de interés, referente a la misma materia, sin perjuicio de los demás cometidos específicos que le están asignados en su carácter de cuerpo policial.

## Dirección Nacional de Policía Científica

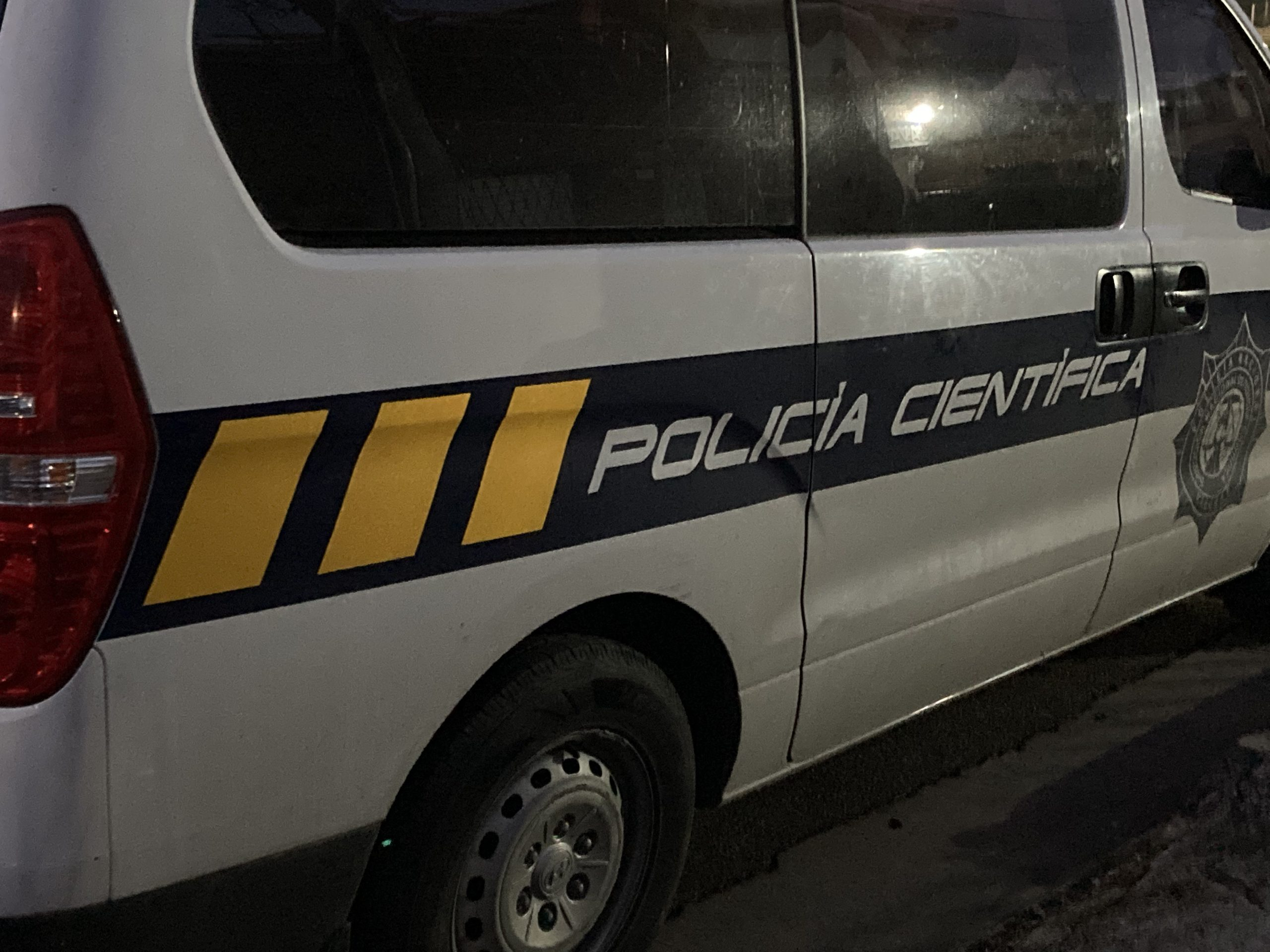
Camioneta de la Policía Científica.

La Policía Científica  tiene como cometido recoger y analizar los objetos, documentos y otros elementos que constituyan indicios o prueba material de hechos presuntamente delictivos, documentar la escena del hecho, realizar pericias y toda otra actividad de su especialidad, a los efectos de su valoración por las autoridades judiciales competentes.